# Enduro Rally 24

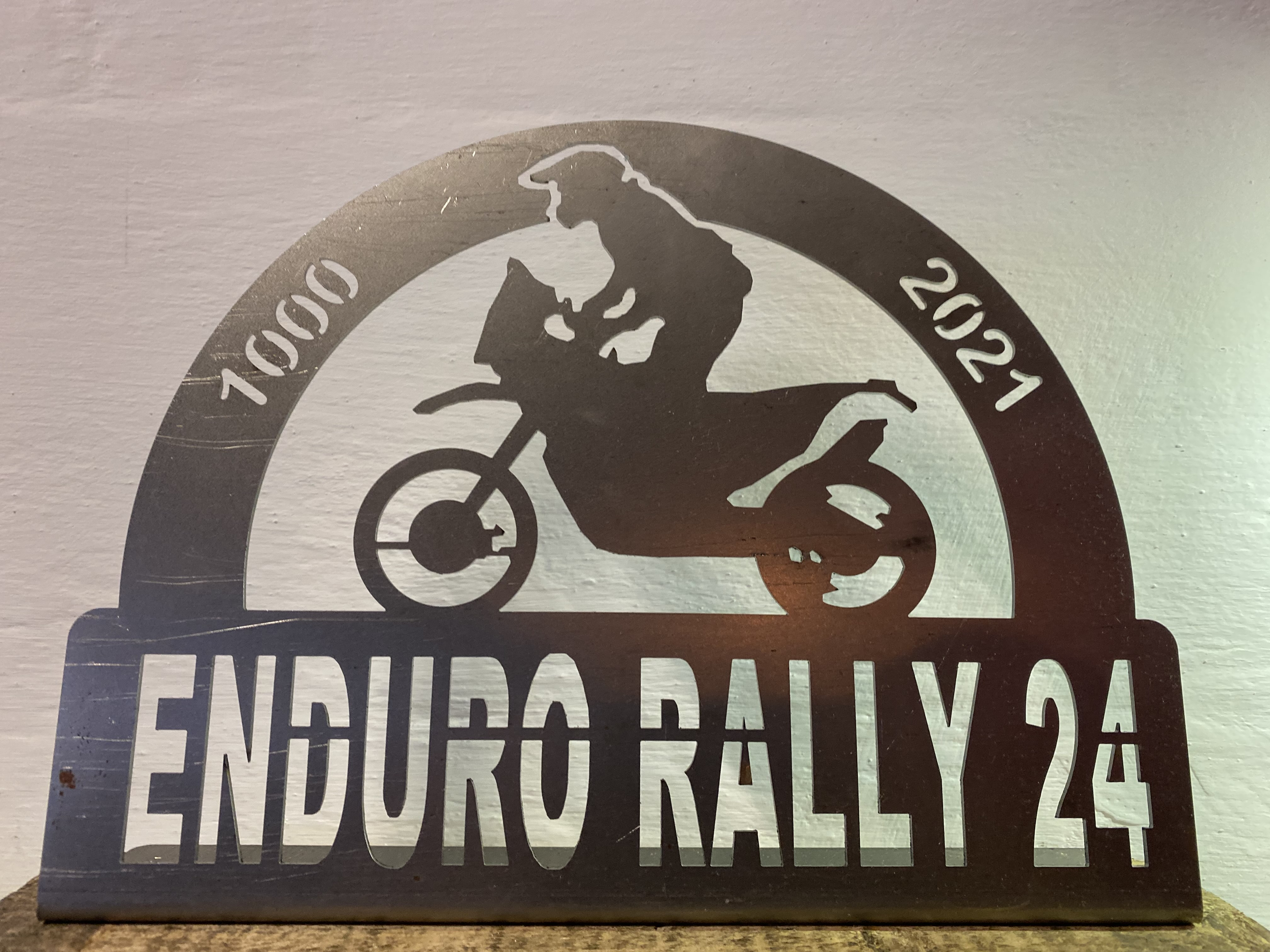
Statuetka z logo rajdu

Enduro Rally 24 (ER 24) – coroczny rajd motocykli enduro organizowany w Polsce od 2018 roku. ER 24 jest rajdem nawigacyjnym typu cross-country, z pomiarem czasu na odcinkach specjalnych. Zawodnicy używają standardowego roadbooka w formie papierowej rolki (na przewijarkach) lub autorskiej aplikacji Easy Rally, która powstała na potrzeby rajdu. Pomysłodawcą rajdu jest Tomek Staniszewski, a organizatorem Stowarzyszenie Promocji Turystyki Alternatywnej FREE. W rajdzie startują amatorzy oraz zawodnicy z licencjami i doświadczeniem w największych rajdach terenowych (np. Rajd Dakar, Africa Eco Race, Abu Dhabi Desert Challenge, rajdy z cyklu Baja).

## Trasy
Pierwsze trzy edycje liczyły od 280 do 440 km, w tym kilkadziesiąt kilometrów odcinków specjalnych. Odbyły się na Mazurach, głównie na terenie gmin Giżycko, Orzysz, Gołdap, Węgorzewo, Ełk (baza za każdym razem powstawała w Kamionkach koło Giżycka).
Czwarta edycja liczyła 1000 km, z łączną długością 200 km odcinków specjalnych. Rajd startował w Łówczy na Roztoczu, przejeżdżał ścianą wschodnią przez Podlasie i zakończył się na Mazurach, w Kamionkach.
Piąta edycja rajdu w całości została zorganizowana na poligonie w Drawsku Pomorskim. Suma kilometrów OS-owych wynosiła ok. 240 km, w zależności od klasy.
Szósta edycja rajdu zorganizowana została na poligonie w Drawsku Pomorskim w dniach 15-18.06.2023. Długość odcinków specjalnych wynosiła 260 km. W tej edycji startowali zawodnicy z Polski, Czech, Słowacji, Niemiec, Szwajcarii, Danii i Szwecji.

## Klasyfikacja na rajdzie
Klasyfikacja odbywa się z podziałem na klasy, w zależności od typu motocykla.
- Rally, Rally12, Rally24 – klasa sportowa, lekkie motocykle enduro (single), od 250 ccm do 701 ccm.
- RallyADV, Rally12ADV – klasa sportowa, ciężkie motocykle enduro (dwucylindrowe) od 600 ccm
- Dakar Legends – klasa sportowa, motocykle enduro, które startowały w rajdzie Paryż – Dakar do 2000 roku.
- Klasyfikacja kobiet – pod uwagę brane są wyniki kobiet z odcinków pokrywających się w kilku klasach (np. Rally12 i Rally24)
- ADV – klasa turystyczna, wszelkie motocykle enduro i turystyczne – enduro, od 250 ccm. W tej klasie nie obowiązuje klasyfikacja sportowa.

## Edycje i zwycięzcy
| Edycja | Klasy                                 | Zwycięzcy                                                              | Informacje dodatkowe |
| ------ | ------------------------------------- | ---------------------------------------------------------------------- | --- |
| 2024   | Rally 1                               | 1. Grzegorz Antoniak 2. Przemysław Kreft 3. Vincent Hornsten           | Dodatkowo przeprowadzono konkurs "Dakar Legends"- wybór motocykli poprzez głosowanie publiczności- zwycięzcą został Marcin Tynowski (Yamaha XT600 Tenere) W Pucharze Debiutanta zwycięzcą został Roman Bohus (SVK) |
| 2024   | Rally 2                               | 1. Roman Bohus 2. Juraj Chlebana 3. Marcin Rewucki                     | Dodatkowo przeprowadzono konkurs "Dakar Legends"- wybór motocykli poprzez głosowanie publiczności- zwycięzcą został Marcin Tynowski (Yamaha XT600 Tenere) W Pucharze Debiutanta zwycięzcą został Roman Bohus (SVK) |
| 2024   | Rally ADV 1                           | 1. Tomasz Poloczek 2. Radosław Świst 3. Paweł Banaś                    | Dodatkowo przeprowadzono konkurs "Dakar Legends"- wybór motocykli poprzez głosowanie publiczności- zwycięzcą został Marcin Tynowski (Yamaha XT600 Tenere) W Pucharze Debiutanta zwycięzcą został Roman Bohus (SVK) |
| 2024   | Rally ADV 2                           | 1. Rafał Sobczak 2. Michał Serafiński 3. Andrzej Stryczyński           | Dodatkowo przeprowadzono konkurs "Dakar Legends"- wybór motocykli poprzez głosowanie publiczności- zwycięzcą został Marcin Tynowski (Yamaha XT600 Tenere) W Pucharze Debiutanta zwycięzcą został Roman Bohus (SVK) |
| 2024   | Dakar Legends Pionier                 | 1. Tomasz Kowalski 2. Jacek Mederski 3. Marcin Tynowski                | Dodatkowo przeprowadzono konkurs "Dakar Legends"- wybór motocykli poprzez głosowanie publiczności- zwycięzcą został Marcin Tynowski (Yamaha XT600 Tenere) W Pucharze Debiutanta zwycięzcą został Roman Bohus (SVK) |
| 2024   | Dakar Legends Classic                 | 1. Michał Kulpa 2. Piotr Wenta 3. Arkadiusz Wawrzyniak                 | Dodatkowo przeprowadzono konkurs "Dakar Legends"- wybór motocykli poprzez głosowanie publiczności- zwycięzcą został Marcin Tynowski (Yamaha XT600 Tenere) W Pucharze Debiutanta zwycięzcą został Roman Bohus (SVK) |
| 2024   | Diverse Extreme Team Challenge        | 1. Grzegorz Antoniak 2. Oliwier Poloczek 3. Tomasz Poloczek            | Dodatkowo przeprowadzono konkurs "Dakar Legends"- wybór motocykli poprzez głosowanie publiczności- zwycięzcą został Marcin Tynowski (Yamaha XT600 Tenere) W Pucharze Debiutanta zwycięzcą został Roman Bohus (SVK) |
| 2023   | Rally 1                               | 1. Grzegorz Antoniak 2. Bartłomiej Tabin 3. Rafał Kaźmierczyk          | Dodatkowo przeprowadzono konkurs Dakar Legends - wybór motocykli, głosowanie publiczności: 1. Michał Gajewski - Yamaha XT500 (28%) 2. Wojciech Skórzyński - KTM EGS (21%) 3. Kornel Chłopek - KTM 640 ADV (14%) |
| 2023   | Rally 2                               | 1. Grzegorz Wypych 2. Tomas Rejzek 3. Marcin Prokurat                  | Dodatkowo przeprowadzono konkurs Dakar Legends - wybór motocykli, głosowanie publiczności: 1. Michał Gajewski - Yamaha XT500 (28%) 2. Wojciech Skórzyński - KTM EGS (21%) 3. Kornel Chłopek - KTM 640 ADV (14%) |
| 2023   | Rally ADV 1                           | 1. Marcin Smolski 2. Adrian Soćko 3. Marek Halamunda                   | Dodatkowo przeprowadzono konkurs Dakar Legends - wybór motocykli, głosowanie publiczności: 1. Michał Gajewski - Yamaha XT500 (28%) 2. Wojciech Skórzyński - KTM EGS (21%) 3. Kornel Chłopek - KTM 640 ADV (14%) |
| 2023   | Rally ADV 2                           | 1. Karol Frindt 2. Maciej Orzeszyński 3. Radek Haberka                 | Dodatkowo przeprowadzono konkurs Dakar Legends - wybór motocykli, głosowanie publiczności: 1. Michał Gajewski - Yamaha XT500 (28%) 2. Wojciech Skórzyński - KTM EGS (21%) 3. Kornel Chłopek - KTM 640 ADV (14%) |
| 2023   | Dakar Legends Classic                 | 1. Kornel Chłopek 2. Jacek Mederski 3. Marcin Przybecki                | Dodatkowo przeprowadzono konkurs Dakar Legends - wybór motocykli, głosowanie publiczności: 1. Michał Gajewski - Yamaha XT500 (28%) 2. Wojciech Skórzyński - KTM EGS (21%) 3. Kornel Chłopek - KTM 640 ADV (14%) |
| 2023   | Dakar Legends Pionier                 | 1. Radosław Florkiewicz 2. Marcin Tynowski 3. Tomasz Styrna            | Dodatkowo przeprowadzono konkurs Dakar Legends - wybór motocykli, głosowanie publiczności: 1. Michał Gajewski - Yamaha XT500 (28%) 2. Wojciech Skórzyński - KTM EGS (21%) 3. Kornel Chłopek - KTM 640 ADV (14%) |
| 2023   | Diverse Extreme Team Challenge        | 1. Marcin Smolski 2. Grzegorz Antoniak 3. Marek Halamunda              | |
| 2022   | Rally                                 | 1. Grzegorz Antoniak 2. Maciej Berdysz 3. Bartłomiej Tabin             | |
| 2022   | Rally ADV                             | 1. Marcin Smolski 2. Łukasz Kurowski 3. Marek Halamunda                | |
| 2022   | Dakar Legends                         | 1. Rysiek Krawczyk 2. Artur Polak 3. Radosław Florkiewicz              | |
| 2022   | Klasyfikacja kobiet                   | 1. Anna Mielcarek 2. Joanna Budny 3. Anna Ślakowska                    | |
| 2022   | Puchar BMW GS INCHCAPE POLSKA         | 1. Janusz Nowicki 2. Dariusz Sitarek 3. Łukasz Feherpataky Moglin      | |
| 2022   | Puchar AFRICA TWIN – HONDA POLSKA     | 1. Maciej Orzeszyński 2. Karol Frindt 3. Rafał Kajdan                  | |
| 2022   | MILWAUKEE EXTREME CHALLENGE RALLY ADV | 1. Marcin Smolski 2. Adrian Jarzec 3. Paweł Gazda                      | |
| 2022   | MILWAUKEE EXTREME CHALLENGE RALLY     | 1. Grzegorz Antoniak 2. Bartłomiej Tabin 3. Rafał Kaźmierczyk          | |
| 2021   | Rally                                 | 1. Grzegorz Antoniak 2. Bartłomiej Tabin 3. Marcin Tynowski            | Najdłuższy jak dotąd rajd enduro typu cross-country w Polsce – trwał trzy dni. Trasa liczyła 1000 km, wyznaczono 11 odcinków specjalnych i zbudowano trzy niezależne bazy rajdu. W edycji startowało 223 zawodników, w tym 10 kobiet. |
| 2021   | RallyADV                              | 1. Łukasz Kurowski 2. Marek Halamunda 3. Tomasz Drozdzal               | Najdłuższy jak dotąd rajd enduro typu cross-country w Polsce – trwał trzy dni. Trasa liczyła 1000 km, wyznaczono 11 odcinków specjalnych i zbudowano trzy niezależne bazy rajdu. W edycji startowało 223 zawodników, w tym 10 kobiet. |
| 2021   | Dakar Legends                         | 1. Wojciech Wołoszyński 2. Marcin Krystoń 3. Michał Gajron             | Najdłuższy jak dotąd rajd enduro typu cross-country w Polsce – trwał trzy dni. Trasa liczyła 1000 km, wyznaczono 11 odcinków specjalnych i zbudowano trzy niezależne bazy rajdu. W edycji startowało 223 zawodników, w tym 10 kobiet. |
| 2021   | Klasyfikacja kobiet                   | 1. Joanna Jankowska-Mazur 2. Emilia Lendzion-Barszcz 3. Anna Mielcarek | Najdłuższy jak dotąd rajd enduro typu cross-country w Polsce – trwał trzy dni. Trasa liczyła 1000 km, wyznaczono 11 odcinków specjalnych i zbudowano trzy niezależne bazy rajdu. W edycji startowało 223 zawodników, w tym 10 kobiet. |
| 2021   | Nagroda Fair Play                     | Rysiek Krawczyk                                                        | Najdłuższy jak dotąd rajd enduro typu cross-country w Polsce – trwał trzy dni. Trasa liczyła 1000 km, wyznaczono 11 odcinków specjalnych i zbudowano trzy niezależne bazy rajdu. W edycji startowało 223 zawodników, w tym 10 kobiet. |
| 2020   | Rally12                               | 1. Maciej Szczepkowski 2. Marek Ginszt 3. Tomasz Siemieniuk            | W edycji 2020 wystartowało 201 zawodników, w tym 14 kobiet. Zawody rozgrywane były na ośmiu odcinkach specjalnych dla klasy Rally24 i siedmiu dla Rally12 i RallyADV. |
| 2020   | Rally12ADV                            | 1. Marek Halamunda 2. Arkadiusz Rozczypała 3. Michał Wdowski           | W edycji 2020 wystartowało 201 zawodników, w tym 14 kobiet. Zawody rozgrywane były na ośmiu odcinkach specjalnych dla klasy Rally24 i siedmiu dla Rally12 i RallyADV. |
| 2020   | Rally24 (dodatkowy odcinek nocny)     | 1. Grzegorz Antoniak 2. Łukasz Piotrowski 3. Marcin Tynowski           | W edycji 2020 wystartowało 201 zawodników, w tym 14 kobiet. Zawody rozgrywane były na ośmiu odcinkach specjalnych dla klasy Rally24 i siedmiu dla Rally12 i RallyADV. |
| 2020   | Kobiety                               | 1. Anna Mielcarek 2. Agnieszka Olech 3. Aldona Reyman                  | W edycji 2020 wystartowało 201 zawodników, w tym 14 kobiet. Zawody rozgrywane były na ośmiu odcinkach specjalnych dla klasy Rally24 i siedmiu dla Rally12 i RallyADV. |
| 2019   | Rally12                               | 1. Maciej Szczepkowski 2. Adam Maliński 3. Filip Hryniewicki           | Start zaplanowano na piątek około południa, a zakończenie na sobotę wieczorem. Awaria pierwszej użytej aplikacji opóźniła start rajdu o kilka godzin. W konsekwencji większość zawodników przejechała odcinek nocny, mimo że był planowany tylko dla jednej z klas (Rally24). Po tym incydencie organizator zdecydował o stworzeniu własnej aplikacji do obsługi roadbooka. W tej edycji startowało 178 zawodników. |
| 2019   | Rally24 (dodatkowy odcinek nocny)     | 1. Grzegorz Antoniak 2. Marcin Tynowski 3. Maciej Berdysz              | Start zaplanowano na piątek około południa, a zakończenie na sobotę wieczorem. Awaria pierwszej użytej aplikacji opóźniła start rajdu o kilka godzin. W konsekwencji większość zawodników przejechała odcinek nocny, mimo że był planowany tylko dla jednej z klas (Rally24). Po tym incydencie organizator zdecydował o stworzeniu własnej aplikacji do obsługi roadbooka. W tej edycji startowało 178 zawodników. |
| 2019   | Rally12ADV                            | 1. Daniel Dziadura 2. Tomek Mańkowski 3. Leszek Kukla                  | Start zaplanowano na piątek około południa, a zakończenie na sobotę wieczorem. Awaria pierwszej użytej aplikacji opóźniła start rajdu o kilka godzin. W konsekwencji większość zawodników przejechała odcinek nocny, mimo że był planowany tylko dla jednej z klas (Rally24). Po tym incydencie organizator zdecydował o stworzeniu własnej aplikacji do obsługi roadbooka. W tej edycji startowało 178 zawodników. |
| 2018   | Rally12                               | 1. Marcin Pacuła 2. Rafał Baran 3. Fabian Czypionka                    | Pierwotny pomysł zakładał, że rajd będzie trwał 24 godziny (stąd nazwa). Jest to jedyna edycja rajdu, która rozpoczęła się w sobotę rano i zakończyła w niedzielę rano. W pierwszej edycji rajdu startowało 130 zawodników, w tym jeden z USA i sześciu z Niemiec. |
| 2018   | Rally24 (dodatkowy odcinek nocny)     | 1. Grzegorz Antoniak 2. Maciej Berdysz 3. Tomek Traskiewicz            | Pierwotny pomysł zakładał, że rajd będzie trwał 24 godziny (stąd nazwa). Jest to jedyna edycja rajdu, która rozpoczęła się w sobotę rano i zakończyła w niedzielę rano. W pierwszej edycji rajdu startowało 130 zawodników, w tym jeden z USA i sześciu z Niemiec. |
| 2018   | Rally12ADV                            | 1. Tomasz Mańkowski 2. Karol Frindt 3. Jakub Tokarz                    | Pierwotny pomysł zakładał, że rajd będzie trwał 24 godziny (stąd nazwa). Jest to jedyna edycja rajdu, która rozpoczęła się w sobotę rano i zakończyła w niedzielę rano. W pierwszej edycji rajdu startowało 130 zawodników, w tym jeden z USA i sześciu z Niemiec. |
| 2018   | Kobiety                               | 1. Natalia Sobocka 2. Ewa Pikosz 3. Aldona Reyman                      | Pierwotny pomysł zakładał, że rajd będzie trwał 24 godziny (stąd nazwa). Jest to jedyna edycja rajdu, która rozpoczęła się w sobotę rano i zakończyła w niedzielę rano. W pierwszej edycji rajdu startowało 130 zawodników, w tym jeden z USA i sześciu z Niemiec. |
| 2018   | Nagroda Fair Play                     | Marcin Pacuła                                                          | Pierwotny pomysł zakładał, że rajd będzie trwał 24 godziny (stąd nazwa). Jest to jedyna edycja rajdu, która rozpoczęła się w sobotę rano i zakończyła w niedzielę rano. W pierwszej edycji rajdu startowało 130 zawodników, w tym jeden z USA i sześciu z Niemiec. |